# Aplocheilichthys fuelleborni
Aplocheilichthys fuelleborni là một loài cá thuộc họ Poeciliidae. Nó là loài đặc hữu của Tanzania. Các môi trường sống tự nhiên của chúng là sông có nước theo mùa, đầm nước ngọt, và đầm nước ngọt có nước theo mùa. Nó bị đe dọa do mất môi trường sống.